# Prigrevica
Prigrevica (serbocroata cirílico: Пригревица) es un pueblo de Serbia perteneciente al municipio de Apatin del distrito de Bačka del Oeste de la provincia autónoma de Voivodina.
En 2011 su población era de 3964 habitantes. Casi todos los habitantes son étnicamente serbios.
Se conoce su existencia desde el siglo XV y originalmente su topónimo en húngaro era Zenthyvan, en referencia al patrón de la localidad, Juan el Bautista. La localidad se desarrolló a partir de 1748 como un asentamiento de colonos alemanes, quienes llegaron aquí a través del Danubio desde Ulm. Su principal monumento era la iglesia católica de San Juan Bautista, construida en 1787 y con importante inventario patrimonial barroco; en 1991, esta iglesia fue incendiada y volada con explosivos y solamente se conservan las ruinas de la estructura. En la Segunda Guerra Mundial, el AVNOJ expulsó a los alemanes y la localidad fue repoblada por serbios de Lika y Banovina; hasta entonces vivían muy pocos serbios en la localidad, que a principios del siglo XX estaba casi exclusivamente habitada por alemanes con una minoría de magiares. Adoptó su topónimo actual en 1947.
Se ubica en la periferia oriental de la capital municipal Apatin.